# Replay (sport)
Il replay (o «ripetizione») è, negli sport di squadra, la seconda disputa di un incontro giocato in precedenza ma invalidato per irregolarità oppure nel caso non sia stato determinato un vincitore qualora ciò fosse richiesto dal regolamento.

## Funzionamento
Una lunga applicazione del replay si è avuta in ambito calcistico durante il XX secolo, prima che l'introduzione di appendici normative — ovvero tempi supplementari, tiri di rigore e gol in trasferta — consentisse di determinare una squadra vincente in caso di parità allo scadere del tempo regolamentare: le statistiche e risultati delle gare concluse sul nulla di fatto rientrano comunque nei computi ufficiali.
La necessità di ripetizione della partita può inoltre venire dettata da motivi che abbiano comportato l'invalidamento degli incontri originari, quali incidenti in campo e altre irregolarità oppure l'errore tecnico dell'arbitro: tale casistica è subordinata all'ammissione dello sbaglio da parte del medesimo giudice di gara, con l'esito del primo match soggetto a mancata convalida.
È da notare come le succitate motivazioni non implichino obbligatoriamente il replay, in quanto la gravità delle stesse potrebbe comportare la sconfitta a tavolino da parte della giustizia sportiva.

### Esempi
- La finale dell'Europeo calcistico del 1968 tra Italia e Jugoslavia fu ripetuta dopo che il primo incontro era terminato 1-1[2]: la seconda sfida era favorevole agli azzurri, vittoriosi col punteggio di 2-0.[2]
- La Prima Divisione 1924-1925 richiese la disputa di ben cinque gare tra Genoa e Bologna per l'assegnazione del titolo.[9]
- L'ultimo atto della Coppa Campioni 1973-74, con protagoniste Bayern Monaco e Atlético Madrid, incorse nella ripetizione dopo una parità nel primo match permasta tale anche dopo i supplementari.[10]